# Szczepankowice
Szczepankowice (deutsch Schönbankwitz) ist ein Ort in der Landgemeinde Kobierzyce im Powiat Wrocławski der Woiwodschaft Niederschlesien in Polen. Es liegt 21 Kilometer südwestlich von Breslau.

## Geschichte

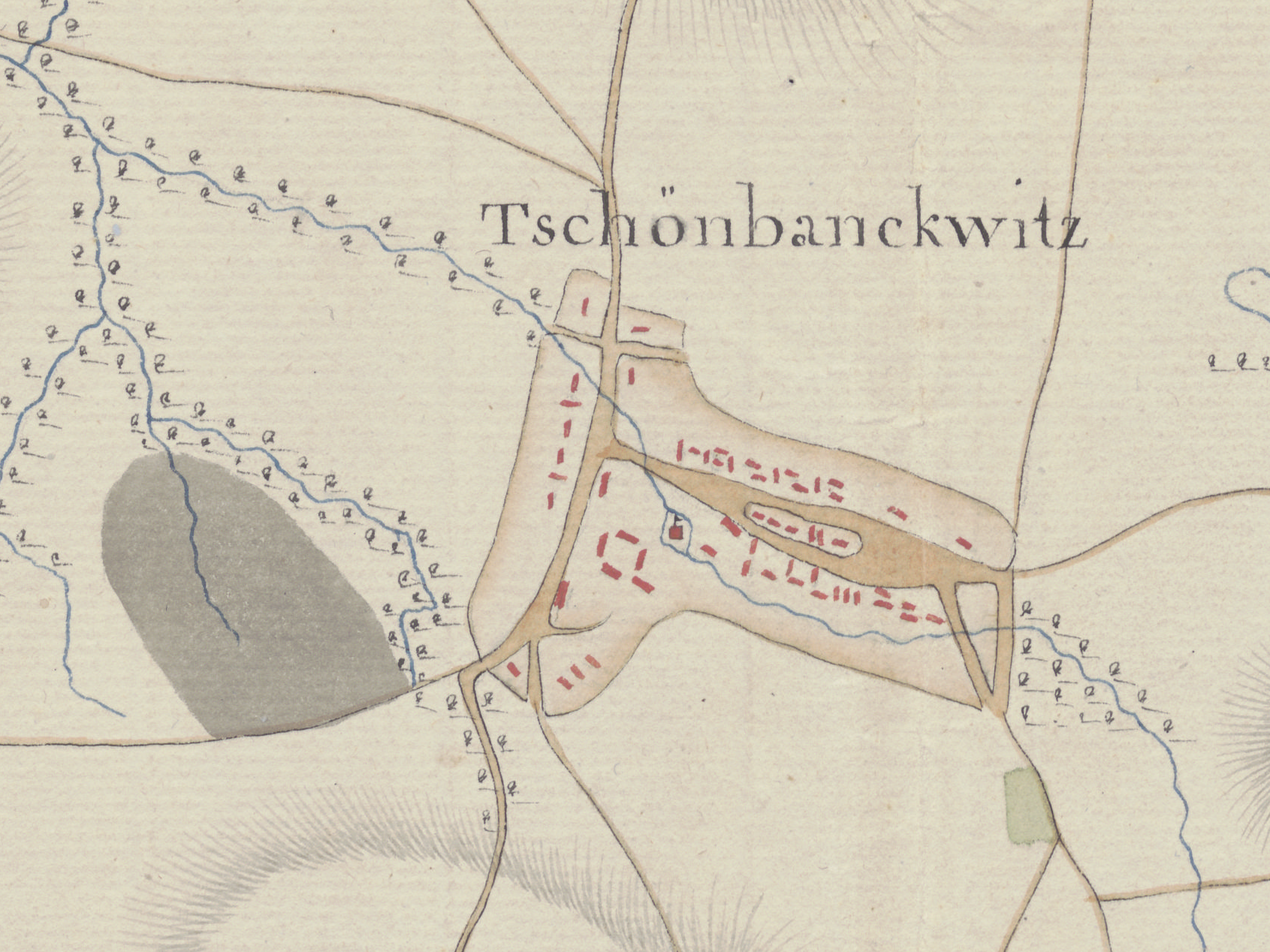
Karte von Schönbankwitz („Tschönbankwitz“) um 1820

Bis Anfang des 20. Jahrhunderts wurde der Ort „Tschönbankwitz“ genannt, dann „Schönbankwitz“. 1937, in der Zeit des Nationalsozialismus, wurde der Name eingedeutscht in „Schönlehn“. Laut einer Namensdeutung bedeutet der Ortsname, dass es sich um das Eigentum und den Wohnort des lieben Stephans handelt.
Dorf und Rittergut mit Vorwerk (Fideikommiss bis in die 1920er Jahre). Es finden sich Reste des Ringwalls einer mittelalterlichen Burg sowie fürstliche Hügelgräber der Aunjetitzer Kultur. Eine Urkunde vom 25. März 1286 des Herzogs Heinrich V. von Breslau, erwähnt als Besitzer Stephan von Stepancowitz. Dieselbe Urkunde erwähnt auch einen Schulzen Gerhardt, was zeigt, dass es zu dieser Zeit in Tschönbankwitz eine Freischoltisei gegeben hatte – somit standen hier im Mittelalter deutschstämmige Siedler unter deutschem Recht.
Von 1789 bis 1945 in den Händen der Familie von Coester, die aus der Grafschaft Mansfeld stammte und 1786 das schlesische Inkolat erlangte. 1789 erwarb sie zudem das benachbarte Rittergut Klein Bresa sowie die Erbscholtisei Langenöls.
1874 wurde die Landgemeinde Schönbankwitz mit der Landgemeinde Jackschönau zum Amtsbezirk Jackschönau vereint, der 1937 in Amtsbezirk Schwertern umbenannt wurde. Amtsvorsteher war der Besitzer des Ritterguts Tschönbankwitz, Stellvertreter der des Ritterguts Jackschönau.
1898 erhielt Tschönbankwitz eine Bahnstation an der Eisenbahnstrecke Koberwitz–Heidersdorf.
In der Volkszählung von 1939 wurde eine Einwohnerzahl von 420 ermittelt.